# Харампуртарка
Харампуртарка (устар. Харам-Пур-Тарка) — река в России, протекает по Ямало-Ненецкому АО. Устье реки находится в 173 км по левому берегу реки Харампур. Длина реки составляет 51 км. В честь реки названо Харампуртаркинское нефтяное месторождение.

## Данные водного реестра
По данным государственного водного реестра России относится к Нижнеобскому бассейновому округу, водохозяйственный участок реки — Пур. Речной бассейн реки — Пур.
Код объекта в государственном водном реестре — 15040000112115300058456.